# Cá Tai tượng Đại Tây Dương
Chaetodipterus faber là một loài cá biển đặc hữu của miền tây Đại Tây Dương Dương. Chúng thường được tìm thấy trong vùng nước nông ngoài khơi bờ biển đông nam Hoa Kỳ trong vùng biển Caribe.
Do danh tiếng của chúng là loài cá chiến đấu rất khỏe, nên chúng là loài cá phổ biến cho các trò câu cá thể thao, đặc biệt là trong những tháng mùa hè khi chúng đang hoạt động nhất.
Trong tiếng Anh, loài này có nhiều tên gọi khác nhau như angelfish, white angelfish, threetailed porgy, ocean cobbler, và moonfish.
Loài cá này thuộc về chi Chaetodipterus, trong đó bao gồm 2 loài khác: Chaetodipterus lippei Tây Phi và Chaetodipterus zonatus ở Thái Bình Dương, chi Chaetodipterus thuộc về họ Ephippidae.